# 普爾霍柳尼山
14°3′40″S 70°12′20″W / 14.06111°S 70.20556°W
普爾霍柳尼山（Pumajolluni），是秘魯的山峰，位於該國東南部普諾大區，處於丘柳倫皮里尼山西南面，屬於安第斯山脈中卡利亞瓦亞山脈的一部分，海拔高度約5,200米。